# Anrechnungsverfahren
Das Anrechnungsverfahren ist ein Körperschaftsteuersystem, bei dem die Belastung auf Ebene der Kapitalgesellschaft durch eine Vollanrechnung der von der Kapitalgesellschaft gezahlten Körperschaftsteuer berücksichtigt wird. Es galt in Deutschland von 1977 bis 2000 und war weithin als ein systematisch sehr sauberes System angesehen.

## Geschichte
Um das Problem der Doppelbelastung durch die Körperschaftsbesteuerung zu lösen, wurde 1977 das Anrechnungsverfahren nach Vorbild des französischen avoir fiscal eingeführt.

## Die Kapitalgesellschaft als Steuersubjekt
Die Besteuerung auf Ebene der Kapitalgesellschaft wurde bei diesem System nur als eine Vorab-Erhebung betrachtet, die endgültige Belastung sollte beim Anteilseigner nach dessen persönlichen Verhältnissen stattfinden. Dies lag darin begründet, dass letztlich nur natürliche Personen als Träger steuerlicher Leistungsfähigkeit angesehen wurden.
Da man aber mit der steuerlichen Erfassung der Gewinne einer Gesellschaft nicht warten konnte, bis diese endgültig ausgeschüttet wurden (zum Beispiel durch Dividenden), musste eine Vorabbelastung auf Ebene der Kapitalgesellschaft sichergestellt werden. Im Ergebnis wurden durch das Anrechnungsverfahren die nicht ausgeschütteten Gewinne (Thesaurierung) auf Ebene der Kapitalgesellschaft besteuert, während die ausgeschütteten Gewinne nur noch auf Ebene des jeweiligen Anteilseigners (zum Beispiel des Aktionärs) besteuert wurden.

## Technische Ausgestaltung des Anrechnungsverfahrens
Im Anrechnungsverfahren wurde die Körperschaftsteuer (KSt) wie eine Vorauszahlung auf die Einkommensteuer des Anteilseigners behandelt. Die endgültige Besteuerung des ausgeschütteten Gewinns fand beim Anteilseigner nach dessen persönlichen Verhältnissen statt:
- Schüttete die Kapitalgesellschaft ihren Gewinn nicht aus, dann sollte die KSt annähernd so hoch sein wie der Spitzensteuersatz der Einkommensteuer. 1977 betrug der Ausschüttungssatz der KSt 56 %, ab 1990 nur noch 50 %, ab 1994 45 % und schließlich 1999 und 2000 noch 40 %.
- Schüttete die Kapitalgesellschaft den Gewinn hingegen aus, wurde die KSt um 10 %-Punkte (in den letzten beiden Geltungsjahren 1999 und 2000, vorher 15 %-Punkte) auf 30 % reduziert. Diese 30 % KSt konnte der Anteilseigner auf seine Einkommensteuer anrechnen.
- Beim Anteilseigner wurde der ausgeschüttete Gewinn der Kapitalgesellschaft (nach Gewerbesteuer) sodann nach dessen persönlichem Steuersatz besteuert. Der von der Kapitalgesellschaft einbehaltene bzw. als KSt abgeführte Gewinnanteil wurde wie eine Einkommensteuervorauszahlung auf die Einkommensteuer angerechnet.
- Der ausgeschüttete Gewinn der Kapitalgesellschaft war dann im Ergebnis so besteuert, als hätte der Anteilseigner den Gewinn selbst erwirtschaftet.

Beispiel:
|                                           | Fall A: Spitzenverdiener | Fall B: Geringverdiener |
| Gewinn der Kapitalgesellschaft nach GewSt | 100                      | 100                     |
| Körperschaftsteuer auf einbeh. Gewinn     | −40                      | −40                     |
| Ausschüttungsbelastungsminderung          | +10                      | +10                     |
| Bardividende/Ausschüttung                 | 70                       | 70                      |
| KSt auf ausgeschütteten Gewinn            | 30                       | 30                      |
| Einkünfte aus Kapitalvermögen             | 100                      | 100                     |
| Einkommensteuer (A: 50 %, B: 20 %)        | −50                      | −20                     |
| verbleiben nach Steuern                   | 50                       | 80                      |

Die entsprechende Anwendung dieses Systems bei Ausschüttungen an andere Kapitalgesellschaften garantierte, dass es dabei nicht zu Kumulationswirkungen kommt.

## Verwendbares Eigenkapital
Durch die sogenannte Gliederungsrechnung wurde in Deutschland sichergestellt, dass tatsächlich zutreffend die Vorbelastung auf Ebene der Kapitalgesellschaft bei der Ausschüttung berücksichtigt wurde. Dazu wurden verschiedene Gruppen des steuerlichen Eigenkapitals gebildet (verwendbares Eigenkapital), die je nach steuerlicher Belastung gruppiert wurden. Nach Steuersatzänderungen (zum Beispiel von 45 % auf 40 % im Jahr 1999) musste durch Überleitungen das verwendbare Eigenkapital angepasst werden.
Die wichtigsten Teilbeträge des verwendbaren Eigenkapitals waren:
- ungemildert belastete Eigenkapitalanteile: Der Teil des Eigenkapitals der aus versteuerten Gewinnen gebildet wurde, also zuletzt der mit 40 % belastete Teil: Das sogenannte EK 40. Bei einer Ausschüttung findet das oben dargestellte Schema Anwendung.
- unbelastete Eigenkapitalanteile: Der Teil des Eigenkapitals, der keiner Besteuerung im Inland unterlag: Das sogenannte EK0, wobei Untergruppen unterschieden wurden, je nachdem ob bei Ausschüttung eine Hochschleusung auf das Steuerniveau des Anteilseigners erfolgte (bei steuerfreien ausländischen Gewinnanteilen), oder ob die Ausschüttung komplett steuerfrei blieb (bei Rückzahlung von Einlagen).

## Systemwechsel zum Halbeinkünfteverfahren
Die Anrechnung der Körperschaftsteuer beim inländischen Anteilseigner stellte sicher, dass der Unternehmensgewinn im Inland nur einmal besteuert wurde. Von vielen Seiten wurde daher zu Bedenken gegeben, dass dieses Verfahren nicht europatauglich war, da eine grenzüberschreitende Anrechnung nicht vorgesehen war (und nur schwierig umzusetzen gewesen wäre). Weder konnte ein deutscher Anteilseigner ausländische Körperschaftsteuer anrechnen, wenn er an einer ausländischen Kapitalgesellschaft Anteile gehalten hat, noch konnte ein ausländischer Anteilseigner in seinem Heimatland die deutsche Körperschaftsteuer anrechnen.
Die Bedenken, dass diese Probleme zu einer Europarechtswidrigkeit des Anrechnungsverfahrens führen können, haben sich zumindest für das finnische Anrechnungssystem bestätigt. Am 7. September 2004 hat der EuGH das finnische Anrechnungssystem für europarechtswidrig erklärt (Manninen-Entscheidung), weil ein Finne, der an einer schwedischen Gesellschaft beteiligt war, die ausländische Körperschaftsteuer in Finnland nicht anrechnen durfte.
Deutschland hat u. a. auch deshalb im Jahr 2001 auf das Halbeinkünfteverfahren umgestellt (ab 2009 Abgeltungsteuer bzw. Teileinkünfteverfahren).
Inzwischen ist auch die Gemeinschaftsrechtswidrigkeit der Rückwirkungspraxis deutscher Steuerbehörden durch den Europäischen Gerichtshof im Rahmen der Rechtssache "Meilicke" (C-292/04) festgestellt worden. Die Steuerbehörden hatten das Körperschaftsteueranrechnungsverfahren auf die Altfälle, d. h. die bis zur Entscheidung in der Rs. Manninen aufgelaufenen Verfahren, weiterhin angewandt. Die Entscheidung wird in der Rechtsliteratur kritisch gesehen, weil der EuGH seiner eigenen Manninen-Entscheidung eine sog. "erga-omnes-Wirkung", d. h. gegenüber jedermann geltende Verbindlichkeit beimaß, wohingegen es bislang als sicher galt, dass den Entscheidungen des EuGH grds. nur "inter-partes-Wirkung", d. h. Verbindlichkeit zwischen den Parteien des Rechtsstreits, zukommt (Steinberg/Bark in EuZW 2007, 245).

## Übergangsvorschriften und Moratorium
Da während des Anrechnungsverfahrens die gezahlte Körperschaftsteuer nur die Funktion einer Einkommensteuervorauszahlung hatte, war es nicht möglich, ohne Übergangsvorschriften umzustellen. Dies wäre faktisch einer Enteignung gleichgekommen, da die 40%ige Belastung (in den Jahren 1977–2000) mit einem Schlag zu einer Definitivsteuer geworden wäre. Daher gibt es für die Kapitalgesellschaften einen 18-jährigen Übergangszeitraum. Mit Ende des Anrechnungsverfahrens wurde ein Körperschaftsteuerguthaben festgestellt, das 1/6 des ehemaligen EK40 beträgt. Während des Übergangszeitraums erhalten die Kapitalgesellschaften für Ausschüttungen jeweils 1/6 der Ausschüttungen vom Finanzamt zurückgezahlt, bis das Körperschaftsteuerguthaben verbraucht ist. Dies entspricht einer Definitivbelastung von 30 % (statt 25 % bei laufenden Gewinnen) des ehemals mit 40 % belasteten Eigenkapitals. Diese Regelung war auch der Grund für das negative bzw. sehr niedrige Körperschaftsteueraufkommen in den Jahren nach der Systemumstellung, da die Unternehmen hohe Ausschüttungen vornahmen und damit ihre Körperschaftsteuerguthaben in Anspruch nahmen.
Durch das „Steuervergünstigungsabbaugesetz“ vom Mai 2003 wurde darüber hinaus die Anrechenbarkeit von Körperschaftsteuerguthaben zwischen dem 11. April 2003 und dem 31. Dezember 2005 auf 0 € begrenzt. Nach Ablauf dieses „Moratoriums“ war die Anrechnung jährlich auf den Bruchteil des Guthabens beschränkt worden, der bei einer linearen Verteilung bis zum Endjahr 2019 rechnerisch auf dieses Jahr entfiele. Bevor diese Änderung in Kraft trat, wurde mit dem SEStEG die heute gültige Regelung des Körperschaftsteuerguthabens eingeführt. Diese sorgt dafür, dass zwischen 2008 und 2017 jeweils ein Zehntel des Körperschaftsteuerguthabens an die Körperschaft ausgezahlt wird, auch ohne dass Ausschüttungen vorgenommen werden (§ 37 Abs. 5 KStG).